# Иати
Иати (порт. Iati) — муниципалитет в Бразилии, входит в штат Пернамбуку. Составная часть мезорегиона Сельскохозяйственный район штата Пернамбуку. Входит в экономико-статистический микрорегион Гараньюнс. Население составляет 17 733 человека на 2007 год. Занимает площадь 635,14 км². Плотность населения — 28 чел./км².
Праздник города — 14 августа. 

## История
Город основан в 1892 году.

## Статистика
- Валовой внутренний продукт на 2005 год составляет 38 840 000 реалов (данные: Бразильский институт географии и статистики).
- Валовой внутренний продукт на душу населения на 2005 год составляет 2267 реалов (данные: Бразильский институт географии и статистики).
- Индекс развития человеческого потенциала на 2000 год составляет 0,526 (данные: Программа развития ООН).